# Estación de Horn
La estación de Horn es una estación ferroviaria de la comuna suiza de Horn, en el Cantón de Turgovia.

## Historia y ubicación
La estación de Horn fue inaugurada en 1869 con la puesta en servicio del tramo Romanshorn - Rorschach de la línea Seelinie Schaffhausen - Rorschach por el Schweizerische Nordostbahn (NOB). La compañía pasaría a ser absorbida por los SBB-CFF-FFS en 1902.
La estación se encuentra ubicada en el centro del núcleo urbano de Horn. Cuenta con dos andenes laterales a los que acceden dos vías pasantes. Además existe una vía de servicio para el adelantamiento de trenes, y una derivación a una industria en el oeste de la estación.
En términos ferroviarios, la estación se sitúa en la línea Schaffhausen - Rorschach. Sus dependencias ferroviarias colaterales son la estación de Steinach hacia Schaffhausen y la estación de Rorschach Hafen en dirección Rorschach.

## Servicios ferroviarios
Los servicios ferroviarios de esta estación están prestados por SBB-CFF-FFS:

### S-Bahn San Galo
En la estación efectúan parada los trenes de cercanías de dos líneas de la red S-Bahn San Galo:
- S 7 Rorschach - Romanshorn - Sulgen - Weinfelden
- S 8 Schaffhausen - Stein am Rhein – Kreuzlingen – Romanshorn - Rorschach